# Sociedad Micológica Británica

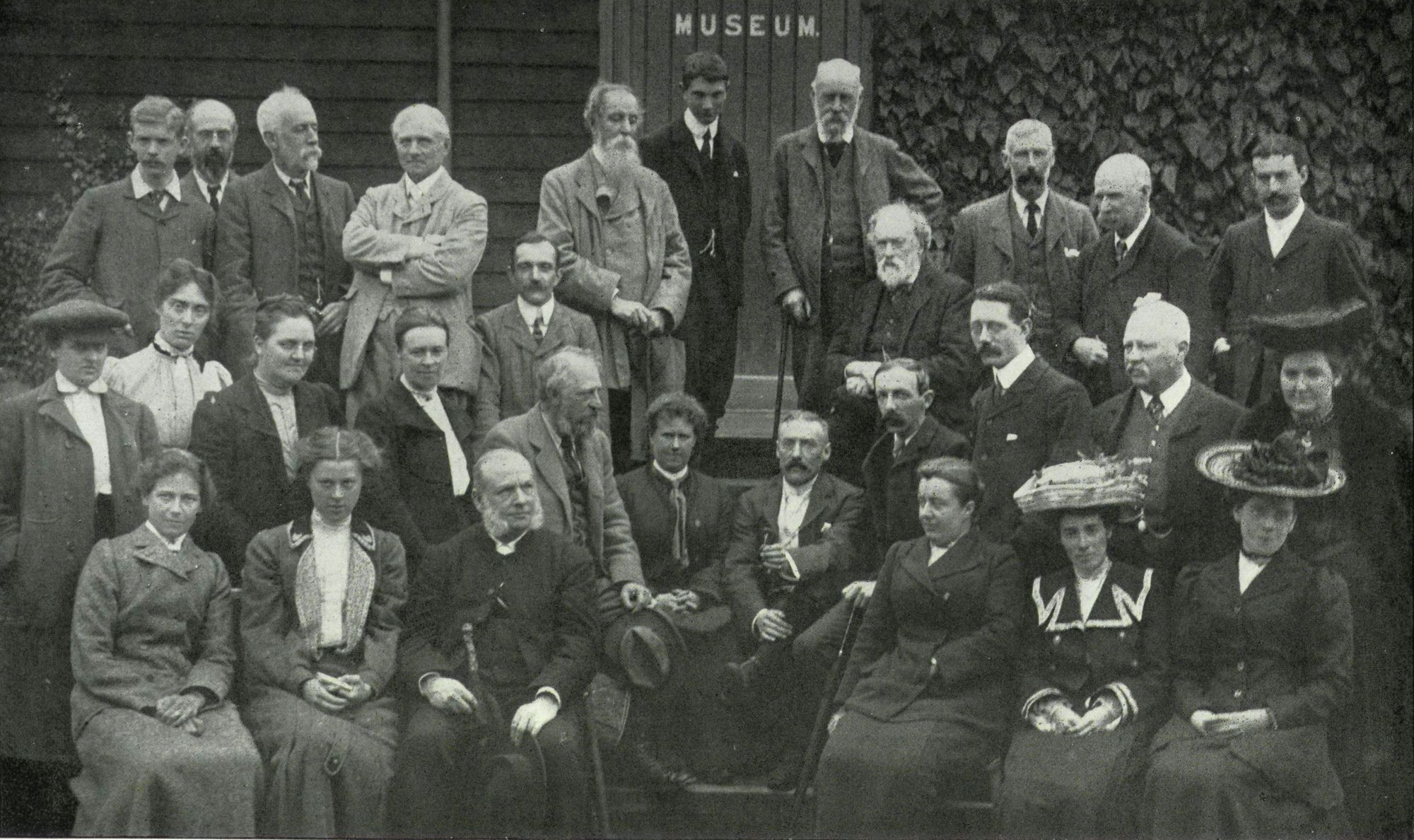
Fotografía grupal de la Sociedad Micológica Británica, en la incursión de hongos de Haslemere del 25 al 30 de septiembre de 1905.

La British Mycological Society (Sociedad Micológica Británica) es una sociedad científica establecida en 1896 con el objeto de promover el estudio de las setas y fungi.

## Formación
La Sociedad se forma sobre la base de los esfuerzos de dos sociedades locales: el "Club de Naturalistas de Campo de Woolhope, Hereford", y la "Unión de Naturalistas de Yorkshire". El curador del Club de Hereford, el Dr. H.G. Bull, convence a sus miembros, en 1867, a tomar a su cargo el particular estudio de las setas. Ocurrió que esos esfuerzos de investigación micológicos del Club disminuyeron tras el deceso del Dr. Bull, entonces la Unión de Yorkshire tomó la iniciativa y funda su Comité de Micología en 1892. Y ese comité atrae a muchos eminentes micólogos incluyendo a Mordecai C. Cooke (1825-1914), Carleton Rea (1861-1946), George E.Massee (1850-1917), Charles B. Plowright (1849-1910) y otros.
La necesidad de una organización nacional y de una revista para publicar sus observaciones hizo que M.C. Cooke, C. Rea, G.E. Massee, C. Crossland (1844-1916) y otros micólogos fundan la Sociedad en 1896. Se eligen como sus primeros directivos a G.E. Massee (presidente), C. Crossland (tesorero), C. Rea (secretario). La elección de G.E. Massee para presidente se basó en su reputación internacional (tenía más de 250 artículos micológicos) y por su rol como micólogo en Reales Jardines Botánicos de Kew (donde había reemplazado a M.C. Cooke como micólogo en 1893). En 1897, C. Rea asume la función de tesorero, permaneciendo como secretario hasta 1918 y editor hasta 1930.

## Membresía
Hacia 1903 la Sociedad ya tenía más de cien miembros, y luego de la Segunda Guerra Mundial más de cuatrocientos, y hoy (2006) hay más de dos mil. 

### Miembros honorarios
Antes de la Segunda Guerra Mundial, se galardonó con la membresía honoraria a:
- 1905 - J.L. Émile Boudier (1828-1920)
- 1916 - Pier Andrea Saccardo (1845-1920)
- 1920 - Carleton Rea (1861-1946)
- 1920 - Narcisse T. Patouillard (1854-1926)

## Publicaciones
Comenzando en 1896, la Sociedad comienza a publicar Transactions of the British Mycological Society. En 1989: Transactions es renombrado Mycological research. En 1967 comienza a publicar Bulletin of the British Mycological Society.
En 1987 el Bulletin es renombrado The Mycologist; y en 2007, a Fungal Biology Reviews. En 2000, da comienzo a publicar un nuevo cuatrimestral Field mycology, revista de estudios e identificación de hongos silvestres. Periódicamente, la Sociedad publica simposios en el British Mycological Society symposium series sobre particulares temas. Su primero : Genetics and physiology of Aspergillus editado por John E. Smith y John A. Pateman, se publica en 1977. Se han publicado veinticuatro simposios hasta 2006.
La Sociedad también ha publicado sobre otros ítems, desde impresiones de alta calidad en guías de identificación de bolsillo, así como extensos rangos de recursos de curricula para maestros.

## Actividades
Además de encuentros ypublicaciones, la Sociedad está muy involucrada en la enseñanza de la Micología. Desarrolla viajes regulares al campo, tanto en el Reino Unido como al exterior, frecuentemente en formal asociación con Sociedades micológicas en países hospedantes, como por ejemplo, la serie de viajes en 1952 a Francia en conjunto con la "Sociedad micológica de Francia".
En 1971 bajo el liderazgo del luego presidente C. Terence Ingold, la Sociedad organiza y hospeda el primer congreso internacional de micólogos en Exeter, presentándose ocho sociedades micológica.

## Presidentes de la Sociedad 1896-1935
- 1896-1898 : George Edward Massee (1850-1917)
- 1899 : Charles Bagge Plowright (1849-1910)
- 1900-1901 : Harry Marshall Ward (1854-1906)
- 1902 : James William Helenus Trail (1851-1919)
- 1903 : Reverendo William L.W. Eyre
- 1904 : William Gardner Smith (1866-1928)
- 1905 : Sir R.H. Biffen
- 1906 : Arthur Lister (1830-1908)
- 1907 : Annie Lorrain Smith (1854-1937)
- 1908 : Carleton Rea (1861-1946)
- 1909 : Michael Cressé Potter (1859-1948)
- 1910 : Horace Athelstan Wager (1876-1951)
- 1911 : Ernest Stanley Salmon (1871-1959)
- 1912 : Guilielma Lister (1860-1949).
- 1913 : Arthur Disbrowe Cotton (1879-1962).
- 1914 : Arthur Henry Reginald Buller (1879-1944)
- 1915 : E.A. Rea.
- 1916 : Ernest William Swanton (1870-1958)
- 1917 : Annie L. Smith (1854-1937)
- 1918 : Reverendo D. Paul (fl. 1969)
- 1919 : Horace Athelstan Wager (1876-1951)
- 1920 : Thomas Petch (1870-1948)
- 1921 : Carleton Rea (1861-1946)
- 1922 : Frederick Thomas Brooks (1882-1952)
- 1923 : Otto Vernon Darbishire (1870-1934)
- 1924 : John Ramsbottom (1885-1974)
- 1925 : W.N. Cheeseman
- 1926 : George Herbert Pethybridge (1871-1948)
- 1927 : Edwin John Butler (1874-1943)
- 1928 : H. Gwynne-Vaughan
- 1929 : Elsie Maud Wakefield (1886-1972)
- 1930 : Sir R.H. Biffen
- 1931 : Arthur Anselm Pearson (1874-1954)
- 1932 : Guilielma Lister (1860-1949)
- 1933 : W. Brown
- 1934 : B. Barnes
- 1935 : Malcolm Wilson (1882-1960)